# Victim of Love
«Victim of Love» — музичний альбом Елтона Джона. Виданий 13 жовтня 1979 у Великій Британії і у жовтні 1979 року — у США. Загальна тривалість композицій становить 35:45. Альбом відносять до напрямку disco.

## Список пісень
1. «Johnny B. Goode» — 8:06
2. «Warm Love in a Cold World» — 3:22
3. «Born Bad» — 6:20
4. «Thunder in the Night» — 4:40
5. «Spotlight» — 4:22
6. «Street Boogie» — 3:53
7. «Victim of Love» — 5:02